# Вітфілд Ґіббонс
Дж. Вітфілд «Віт» Ґіббонс (англ. J. Whitfield "Whit" Gibbons; нар. 5 жовтня 1939) — американський герпетолог, педагог, автор книжок з герпетології. Він є почесним професором екології в Університеті Джорджії та колишнім керівником програми охорони навколишнього середовища та освіти в Лабораторії екології річки Саванна (SREL).

## Життя і діяльність
Ґіббонс народився в Монтгомері, штат Алабама. Він син покійного доктора Роберта Ф. Ґіббонса, професора та прозаїка, та покійної Джені Мур Ґіббонс, професорки Університету Алабами. Він отримав ступінь з біології в Університеті штату Алабама (BS-1961; MS-1963) та зоології в Університеті штату Мічиган (Ph.D. — 1967).
Він є автором або редактором 25 книг з герпетології та екології та опублікував понад 250 статей у наукових журналах. Він виступав у передачах на Національному громадському радіо («Життя на Землі», «Наукова п'ятниця» та інші), а також видав понад 1000 популярних статей з екології у журналах та газетах, включаючи щотижневу газетну рубрику з екологічними проблемами протягом більше 30 років. Він є автором більше 100 енциклопедичних статей з екології, які були опубліковані в World Book, Compton's та Encyclopedia Britannica [Архівовано 8 лютого 2015 у Wayback Machine.]. Він також склав знаменитий буклет «Вивчаємо змій і земноводних» для скаутів Америки [Архівовано 7 травня 2021 у Wayback Machine.].
Його наукові інтереси та публікації зосереджувались на динаміці популяцій та екології водних та напівводних хребетних тварин і включали детальні дослідження популяцій риб, земноводних і рептилій, особливо черепах. Однією з цілей було визначення функціональних взаємозв'язків між параметрами популяції (наприклад, виживанням, репродуктивним зусиллям, швидкістю поширення) та умовами навколишнього середовища, включаючи документування та пояснення розподілу і чисельності герпетофауни. Кінцевими цілями було пояснити факти на екологічному та еволюційному рівнях. Акцент був зроблений на застосуванні базових досліджень з питань впливу на довкілля та збереження, особливо стосовно природних та деградованих боліт. Ґіббонс був співзасновником організації «Партнери з охорони земноводних та рептилій» (PARC) [Архівовано 7 травня 2021 у Wayback Machine.] у 1999 році.
Ґіббонс отримав нагороду «Заслужений герпетолог» та «Заслужений герпетолог Генрі Фітча» на національній / міжнародній Спільній нараді іхтіологів та герпетологів за тривалу успішну діяльність у вивченні біології земноводних та рептилій. Він отримав нагороду за охорону черепах МСОП на визнання багаторічних досліджень і охорони черепах на національному та міжнародному рівнях. Інші нагороди включають нагороду Асоціації преси Південного Сходу [Архівовано 8 травня 2021 у Wayback Machine.] за перше місце серед найкращих радіопрограм та за найкращу щотижневу газетну колонку, нагороду губернатора Південної Кароліни за екологічну освіту, нагороду за заслужені виклади, вручену Асоціацією біологів Південного Сходу (ASB), вищу наукову нагороду ASB та нагороду CW Watson, вручену Південно-Східною асоціацією агентств рибного господарства та дикої природи за внесок у збереження дикої природи.
На його честь названий вид черепахи, горбата черепаха Ґіббонса (Graptemys gibbonsi).

## Книги
- Snakes of the Eastern United States. 2017. University of Georgia Press, Athens, GA.
- Ecoviews Too. 2017. (with Anne Gibbons). University of Alabama Press.
- Snakes of the Southeast. 2nd Edition. 2015 (with Mike Dorcas). University of Georgia Press. Athens, GA. Winner of the National Outdoor Book Award.
- Their Blood Runs Cold: Adventures with Reptiles and Amphibians. 30th Anniversary Edition. 2013. University of Alabama Press.
- Frogs: The Animal Answer Guide. 2011. (with Mike Dorcas). Johns Hopkins University Press, Baltimore.
- Keeping All the Pieces. 2010. University of Georgia Press, Athens, GA.
- Salamanders of the Southeast. 2010. (with Joe Mitchell). University of Georgia Press. Athens, GA.
- Turtles: The Animal Answer Guide. 2009. (with Judy Greene). Johns Hopkins University Press.
- Lizards and Crocodilians of the Southeast. 2009. (with Judy Greene and Tony Mills). University of Georgia Press, Athens, GA.
- Frogs and Toads of the Southeast. 2008. (with Mike Dorcas). University of Georgia Press, Athens, GA.
- Turtles of the Southeast. 2008. (with K. Buhlmann and T. Tuberville). University of Georgia Press, Athens, GA.
- Snakes of the Southeast. 2005. (with Mike Dorcas). University of Georgia Press, Athens, GA. Winner of National Outdoor Book Award
- North American Watersnakes: A Natural History. 2004. (with Mike Dorcas). University of Oklahoma Press
- Ecoviews: Snakes, Snails, and Environmental Tales. 1998. (with Anne Gibbons). University of Alabama Press. Choice Outstanding Academic Book award.
- Life History and Ecology of the Slider Turtle. 1990. Smithsonian Institution Press.
- Their Blood Runs Cold: Adventures with Reptiles and Amphibians. 1983. University of Alabama Press.